# آسن دونچف
آسن دونچف (انگلیسی: Asen Donchev؛ زادهٔ ۲۲ اکتبر ۲۰۰۱) بازیکن فوتبال است.
وی همچنین در تیم‌های ملی فوتبال زیر ۱۹ سال مردان بلغارستان و زیر ۲۱ سال بلغارستان بازی کرده است.